# 涅夫捷庫姆斯克
44°45′N 44°59′E / 44.750°N 44.983°E

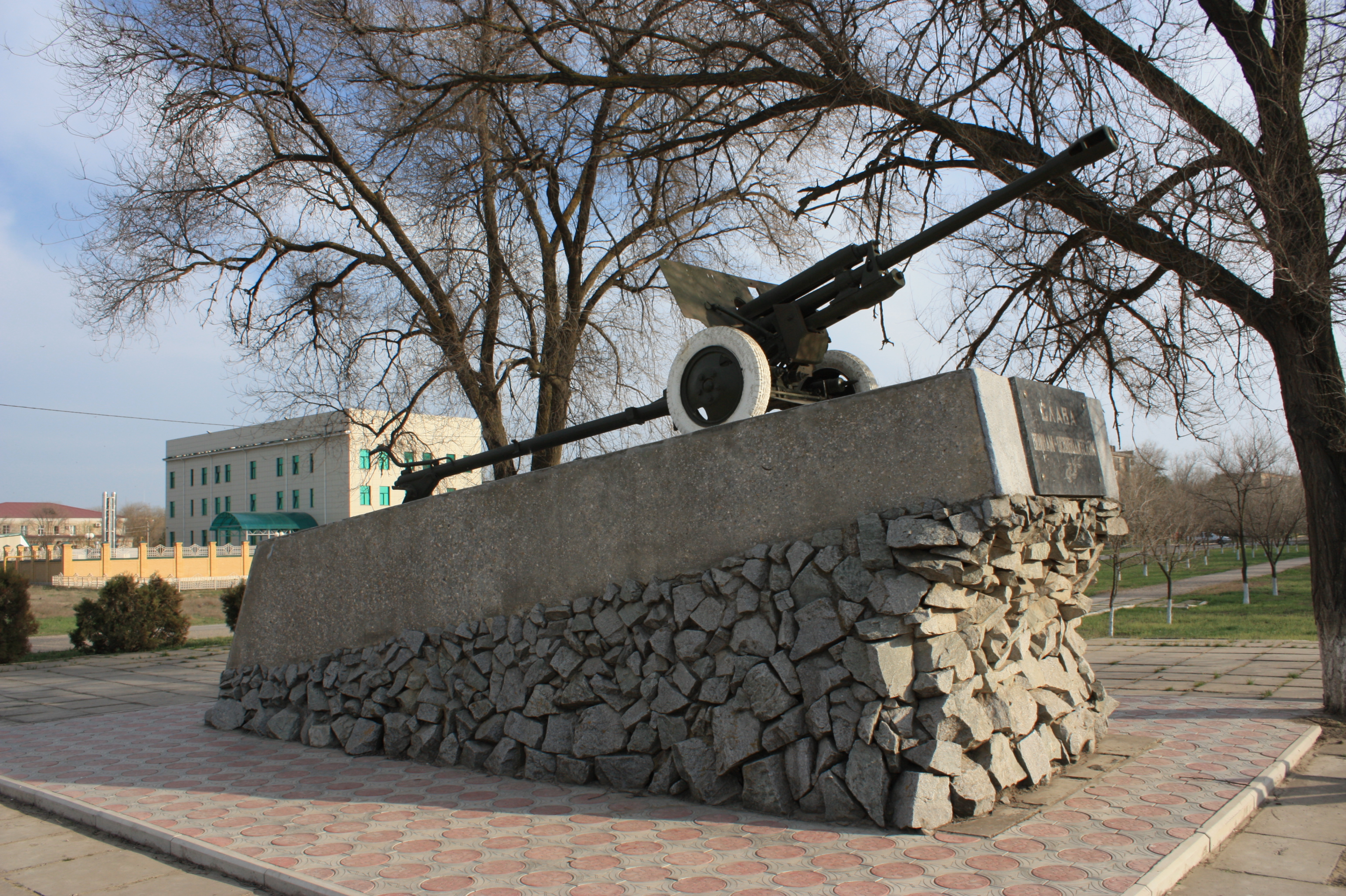
涅夫捷庫姆斯克

涅夫捷庫姆斯克是俄羅斯斯塔夫羅波爾邊疆區的一個城市，位於庫馬河畔。2002年人口27,395人。
1961年因開採石油而建立，1968年設市。